# Polícia Metropolitana de Buenos Aires

Emblema.

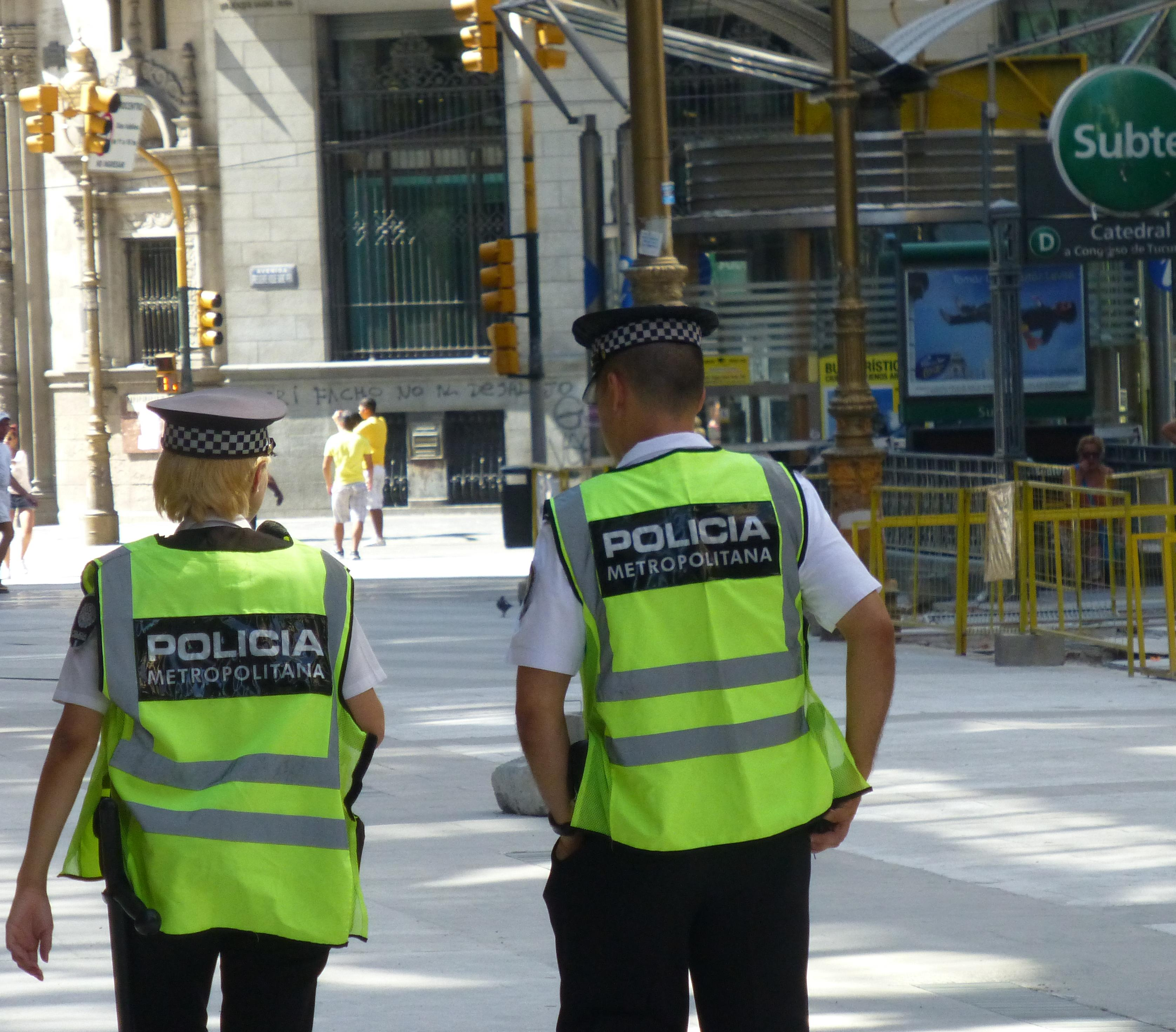
Agentes da Polícia Metropolitana em patrulha

A Polícia Metropolitana foi a força policial sob a autoridade da Cidade Autônoma de Buenos Aires até se fundir com a Divisão de
Segurança Metropolitana da Polícia Federal Argentina criando a Polícia da Cidade de Buenos Aires. A força tinha sido criada em 2010, composta por 1.850 oficiais e seria expandida para 16.000 homens. A segurança na cidade era de responsabilidade da Polícia Metropolitana e da Polícia Federal da Argentina.
O governo da cidade afirmou na época de sua formação que a força era inspirada no modelo da Polícia Metropolitana de Londres e do Departamento de Polícia de Nova York. A força utilizava-se de alta tecnologia e adotava uma política de tolerância zero.

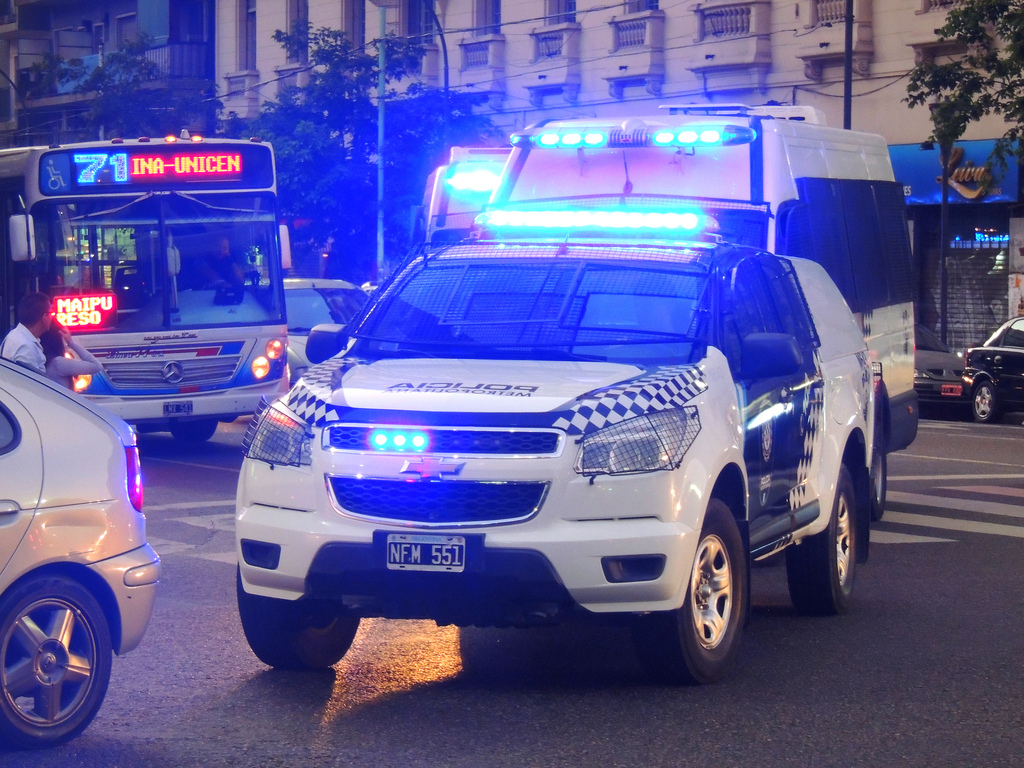
Viaturas.